# 우오즈미촌
우오즈미촌(魚住村)은 효고현 아카시군에 설치되었던 정이다. 1951년에 아카시시에 편입해 소멸하였다.

## 역사
- 1889년 4월 1일 - 정촌제 시행에 의해 아카시군 우오즈미촌이 성립하였다.
- 1923년 8월 19일 - 산요우오즈미역이 개업하였다.
- 1951년 1월 10일 - 아카시시에 편입해, 동일 우오즈미촌은 폐지되었다.

## 교통

### 철도
- 일본국유철도
  - 산요 본선
- 산요 전기 철도
  - 본선

## 참고문헌
- 角川書店『角川日本地名大辞典』 28 兵庫県、1988年9月。ISBN 978-4040012803。
- 魚住村誌編集委員会『魚住村誌』1957年。